# Torpenhow and Whitrigg
Torpenhow and Whitrigg var en civil parish 1866–1934 när den delades mellan nybildade civil parish Blennerhasset and Torpenhow och utökade Bewaldeth and Snittlegarth, i grevskapet Cumbria i England. Civil parish var belägen 10 km från Wigton och hade 292 invånare år 1931. Det inkluderade Torpenhow och Whitrigg.